# زيروك
زيروك (بالفارسية: زیروک) هي قرية تقع في قسم كاخك الريفي في إيران. يقدر عدد سكانها بـ 0 نسمة بحسب إحصاء 2016.